# アクターズインターナショナル・仙台
アクターズインターナショナル・仙台（－せんだい）とは、宮城県仙台市青葉区にあるアクターズスクール兼芸能事務所。芸能人を目指す生徒や所属タレントにボーカル・ダンス・演技などの指導を行い、イベントの主催やタレントの派遣を行っている。
当初、沖縄アクターズインターナショナル仙台校として開校したが、名称が類似する沖縄アクターズスクールとは無関係である。

## 所属タレント・ユニット
- conomi（ローカルアイドルグループ）

## 沿革
- 2000年11月、「沖縄アクターズインターナショナル仙台校」として開校。
- 2002年12月、「アクターズインターナショナル・仙台」に名称変更（以下AI仙台）
- 2003年3月、「第1回チャリティー自主定期LIVE」実施（仙台シルバーセンター）
- 2004年7月、AISレーベル設立。
- 2004年7月、AKiKAがCDデビュー
- 2004年8月、「AI仙台 2nd LIVE」開催（仙台BEEBベースメントシアター）
- 2005年8月、「AI仙台 3rd LIVE」開催（Zepp Sendai）
- 2005年11月、AKiKAが全国CDデビュー
- 2005年12月、スタジオ移転
- 2006年7月、conomiが全国CDデビュー
- 2006年8月、「AI仙台 4th LIVE」開催（Zepp Sendai）
- 2006年9月、スタジオ移転